# Coronado (Uruguai)
Coronado és una localitat del departament d'Artigas, al nord de l'Uruguai. Es troba sobre la vora del riu Uruguai i limita al nord amb el municipi de Bella Unión, formant part de l'àrea rural de la ciutat.
Rep el seu nom d'Hipólito Coronado (1840-1876). Va ser fundada el 1885, al costat del poblat de Franquia. L'activitat econòmica principal és l'horticultura.

## Població
Segons les dades del cens de 2004, Coronado tenia una població aproximada de 469 habitants.
| Any  | Població |
| ---- | -------- |
| 1963 | 360      |
| 1975 | 441      |
| 1985 | 403      |
| 1996 | 373      |
| 2004 | 469      |